# Orthogeomys cuniculus
La tuza de Zanatepec (Orthogeomys cuniculus) es una especie de roedor de la familia de las tuzas (Geomyidae), endémica de México. Es bastante rara y su distribución, hasta donde se sabe, se restringe a las inmediaciones del municipio de Santo Domingo Zanatepec, en el sureste del estado de Oaxaca.
Mide de 33 a 37 cm de longitud, de pelo pardo oscuro, con las patas, la cola y el cuello más claros. Habita en bosques de pino-encino a altitudes superiores a los 2000 m s. n. m. (metros sobre el nivel del mar).
La Unión Internacional para la Conservación de la Naturaleza considera los datos sobre esta especie insuficientes para evaluar su estado de conservación.